# Нове Заберезово
Нове Забере́зово (рос. Новое Заберёзово, ерз. Новое Заберезово) — присілок у складі Краснослободського району Мордовії, Росія. Входить до складу Старосіндровського сільського поселення.
Населення — 12 осіб (2010; 35 у 2002).
Національний склад (станом на 2002 рік):
- росіяни — 97 %